# Stazione di Senju-Ōhashi
La Stazione di Senju-Ōhashi (千住大橋駅?, Senju-Ōhashi-eki) è una stazione ferroviaria di Tokyo situata nel quartiere di Adachi e servente la linea principale Keisei delle ferrovie Keisei.

## Linee
Ferrovie Keisei
● Linea principale Keisei

## Struttura
La stazione è dotata di quattro binari passanti su viadotto con due marciapiedi a isola.
| 1-2 | ■ Linea principale Keisei | per Nippori e Keisei Ueno                            |
| 3-4 | ■ Linea principale Keisei | per Aoto, Funabashi, Narita Aeroporto e Keisei-Chiba |

## Stazioni adiacenti
| «                                 | Servizio                | »                       |
| Linea Keisei principale           | Linea Keisei principale | Linea Keisei principale |
| --------------------------------- | ----------------------- | ----------------------- |
| Machiya                           | Locale                  | Keisei Sekiya           |
| Nippori                           | Rapido                  | Aoto                    |
| Tutti gli altri treni non fermano |                         |                         |